# Youssef en Kamal
Youssef en Kamal vormen een fictieve rapformatie uit Eindhoven bestaande uit de gelijknamige Marokkaans-Nederlandse typetjes.
Beide typetjes vertolken het stereotiepe beeld van de jongere Mocro zoals die door de Nederlandse maatschappij toegekend of aangeschreven wordt. Hun eerste rapnummer als duo verscheen in 2004 op online rapplatform ML75. Ze waren vervolgens tot 2007 overtuigend en prominent aanwezig. Omdat het duo landelijk in het nieuws is geweest, in diverse platenzaken heeft gelegen en diverse videoclips heeft uitbracht, bestond de twijfel of het duo fictief was of echt bestaand. In de jaren daarna verschenen ze sporadisch met gastbijdragen in rapnummers en videoclips.
De meeste rapnummers, die een zwarte humoristische noot niet uit de weg gaan, zijn een satire op de samenleving, bekende Nederlanders en/of onderwerpen die het nieuws beheersen, waarbij ook het doorsnee Marokkaans-Nederlandse straatrap via parodie op de hak wordt genomen.

## Biografie
In de beginjaren van de 21e eeuw ontstond er in het Nederlandse rapcircuit een opkomst van Marokkaans-Nederlandse hobbyrappers die op het internet hun raps verspreiden. Het begrip "diss" werd veelal achteraan de titels toegevoegd en in de teksten voerden voornamelijk verhalen over het ruige straatleven, fundamentalisme, antisemitisme, taalfouten en zware beledigingen de boventoon, daar waar het geluid door de aanwezige ruis kwalitatief vooral arm was. Prominente namen uit deze periode waren Nieuwe Allochtoonse Generatie (NAG), Tuindorp Hustler Click (THC) en Den Haag Connection (DHC), waarvan de laatstgenoemden met de Hirsi Ali diss bovengemiddelde belangstelling kregen van de Nederlandse pers.
Als parodie op deze Marokkaans-Nederlandse straatrap, ontstond in 2005 het rapduo Youssef en Kamal. Hoewel de act sterk satirisch genoemd mag worden, kan men, getrouw aan het subgenre, de voorheen toegepaste technieken (krakerige microfoon, toegebrachte wijzigingen in toonhoogte van de stemmen, toevoeging van echo's, ruis), de spel- en taalfouten en de woordkeuze (180cc, bezems, rwina, zina, etc.) van de prominente straatrap-acts terughoren in de nummers van Youssef en Kamal.
Het nummer "De Kermis" kwam uit op het verzamelalbum Homegrown 2005, waarop zowel nieuw fris talent als gevestigde namen (zoals Opgezwolle en Brainpower) op verschenen. Deze cd heeft landelijk in diverse platenzaken gelegen. In januari 2008 verscheen de sneakerwinkel Patta met een promotie-mixtape genaamd "Popcorn 'n Pussy". Op deze tweede Patta-mixtape, die geremixt werd door Lil' Vic, stonden nieuwe en exclusieve tracks van Nederlands talentvolste en meest ervaren rapacts, waaronder The Opposites, Propaganda, Extince, Sjaak, Sticks, maar ook Youssef en Kamal hadden een bijdrage op de mixtape met het nummer "Sebbat Life". Deze mixtape kreeg een landelijke bekendheid in het Nederlandse rapcircuit. Het duo kondigde in 2007 hun album aan met 25 nieuwe tracks en samenwerkingen met onder andere Appa, maar na een aangifte van Geert Wilders werd de officiële website van het internet gehaald en de uitgave van het album geannuleerd. Slechts "De Leven" en "Zonnige Eindhoven" lekten uit.
Op 29 december 2007 leidde het nummer "Woensel Bitch" tot opschudding. Op deze dag was de videoclip van het nummer namelijk op de website GeenStijl te zien. De clip was opgenomen in de stijl van bekende Franse rapvideo's en liet de wijken van Woensel onjuist afbeelden als de Franse banlieues.
Vanaf 2008 was het duo minder actief, waardoor het typetje Kamal verder ging als soloartiest onder de naam Killer Kamal. Het nummer Woensel waarop het duo in 2012 samenwerkte met Fresku, Opgeschore, Lange Ritch en Pietju Bell werd als muziek gebruikt voor het soundtrackalbum van de film New Kids Nitro. In 2014 verscheen het duo met een bijdrage op de remix op het nummer "Dat Doen We Niet Meer" van Murda Turk. Nadien verscheen Killer Kamal op verschillende tracks met onder meer Pietje bell, Fresku en Woenzelaar. Echter, in 2020 kwam Youssef weer terug om te featuren op "Driewieler", Een lied van Kamal.

## Disstracks
In 2005 verscheen met de "Martin Gaus & Hans Kazàn diss" het eerste nummer van Youssef en Kamal, waarop Hans Kazàn en Martin Gaus hevig werden bekritiseerd en uitgedaagd ("Diss ons dan terug!"). Er volgde nog een reeks disstracks naar bekende Nederlanders zoals Erwin Krol ("Door jou is er geen zon"), Jan Jaap van der Wal ("Wanneer jij een grap maakt hoor je alleen krekels!"), de typetjes van New Kids en eveneens enkele sneren naar Gerard Joling, Gordon, Kees de Koning en fictieve personages als Kos met de Snor ("Een pratende paard, dat zit niet snor!"), Calimero ("Die ei op je op hoofd is geen bescherming, want klappen van Kamal zijn genadeloos") en Obelix ("Vieze dikzak, vetklep. Je eet te veel everzwijntjes").
Ook andere personen uit het Nederlands rapcircuit waren het onderwerp van de disstracks van Youssef en Kamal. Vooral de leden van de rapformatie D-Men (Lange Frans, Baas B, Yes-R, Brutus en Negativ) moesten het ontgelden. Uiteindelijk zou zelfs ook Youssef gedist worden door Kamal. Op 6 oktober 2006 werden Youssef en Kamal geïnterviewd in een radioprogramma op Lijn5, waaraan ook de rappers Negativ en Kimo deelnamen. Negativ kraakte het werk van Youssef en Kamal hierin publiekelijk af. Enkele dagen na het interview verscheen een videoclip van het nummer "Katoenplukker", een Negativ diss. Door de controversiële tekst werd het nummer relatief populair en massaal gedownload op internet. Enkele weken later verscheen met "Ik weet het" een tweede diss naar Negativ. In zijn vlog Nega's Libi gaf Negativ zijn reactie op de disstracks en zette Youssef en Kamal op de eerste plaats van zijn lijst Top 10 disstracks. Van de ruim 37 nummers die het duo Youssef en Kamal hebben verspreid, zijn er zo'n 15 disstracks. In het nummer "Vetflappen" opent Kamal de track met de tekst: "Daar zijn we alweer met een diss. We kunnen alleen maar dissen, wij. Alleen maar over de rug van anderen."
In 2005 haalden Youssef en Kamal het NOS Journaal naar aanleiding van het lied "De Kelder", dat gericht was aan Tweede Kamerlid Geert Wilders. In dat nummer vertellen de rappers dat ze Wilders' kapseltje van zijn hoofd zagen. Wilders deed na het horen van het nummer aangifte bij de politie. Eerder in 2005 moesten de Haagse rappers van DHC voor de rechter verschijnen, naar aanleiding van hun diss naar Ayaan Hirsi Ali. De leden van DHC kwamen er met taakstraffen vanaf. De passende ludieke reactie van de geschrokken Youssef en Kamal op de aanklacht van Wilders was het nummer "Sorry" ("Sluit me alsjeblieft niet op, want ik vind je kapseltje best mooi"), op de muziek van Eminems Cleaning out my closet. Als aanmoediging voor de vrijspraak van Kamal, werden er T-shirts bedrukt met de tekst "Free Kamal", een initiatief dat in de Verenigde Staten veelal voorkomt bij rappers die vastzitten. Dit T-shirt onder meer gedragen door collega-rapper Willie Wartaal. Volgens critici zou de PVV-politicus nadien de typetjes op bewuste wijze gebruiken om het stereotype van Marokkaanse jongeren te bevestigen. In het vervolg zou er een kat-en-muisspel blijven plaatsvinden tussen Geert Wilders en de leden van het fictieve rapduo, waarin hyperbolische disstracks en nieuwe aangiften elkaar afwisselden en voor ieder de nodige media-aandacht opleverde.

## Personages
Het duo staat bekend als controversiële rappers met gewelddadige en vrouwonvriendelijke teksten, en werd landelijk bekend met nummers waarin enkele bekende Nederlanders hevig werden bekritiseerd. Hun leven speelt zich af in Vaartbroek te Woensel, het noordelijke deel van de gemeente Eindhoven. In hun rapteksten en videoclips vertolken zij als jongeren met Gucci-petjes en bontkragen die met een nektasje poseren het stereotiepe beeld van de Mocro zoals die door de Nederlandse maatschappij toegekend of aangeschreven wordt. Opvallend is eveneens het veelvoudige gebruik van de verkeerde lidwoorden. Als karikatuur worden beiden altijd gecensureerd in beeld gebracht, als parodie op de manier waarop Marokkaanse jongeren in de media worden weergeven. Sommige nummers van het duo neigen echter naar een hoorspel in rapvorm, waarbij de conversaties tussen de personages South Park-achtige vormen hebben. In sommige nummers zijn er ook aanvullende figuren.
- Youssef is ruw, grofgebekt, licht ontvlambaar en heeft zwaarlijvigheid. Hij rapt met een lage stem en geeft extreem felle reacties.[15]
- Killer Kamal werd in een Parijse banlieue geboren als zoon van Marokkaanse immigranten en de grote broer van zanger Aziz.[16] Zijn hoge stem en zangstijl geeft hem een grote herkenbaarheid. Bij Killer Kamal zijn tracks zijn geweld en grof taalgebruik vaak aanwezig.

## Identiteit
De rappers werden altijd gecensureerd in beeld gebracht en daarom wordt er gesuggereerd dat Youssef en Kamal slechts pseudoniemen zouden zijn. Het rapduo had succes, maar het auteurschap was volledig onduidelijk. De mystificatie van de rappers ging zo ver dat op het internet een uitgebreide discussie volgde over hun identiteit. De verwarring werd nog groter wanneer er een gelijknamig Marokkaans-Nederlands duo in januari 2008 werd gearresteerd. De suggestie werd gewekt dat MC Berber achter het type Kamal zat. In januari 2008 verklaarden een aantal dagbladen dat Kamal een autochtone jongen zou zijn. In de verklaringen wordt aangegeven dat Youssef en Kamal ontstaan is als parodie op de Marokkaans-Nederlandse straatrap en sterk satirisch genoemd mag worden.
Naar verluidt is het duo Youssef en Kamal afkomstig uit het team rondom de muziekproducent Teemong. Het team maakte ook amusementsmuziek als het duo Gijs en Thijs (met het nummer Kinderfeestje) en als de extreemrechtse rapper Antwan (met Leipe Londsdale Flavour), maar de act Youssef en Kamal genoot ruimschoots de meeste populariteit.

## Discografie

### Losse nummers
- 2005 - Martin Gaus & Hans Kazàn diss
- 2005 - De Kermis (Youssef en Kamal met Fouad)
- 2005 - Cinéma (Youssef en Kamal met Fouad & Brahim)
- 2005 - Fuck LVO (Kamal met Tawfik)
- 2005 - ML75 Kankerbezems (Youssef en Kamal met Marwan, Tawfik, Aziz en Aile Yilmaz)
- 2005 - Zaineb
- 2005 - De leven draait door (met Aziz)
- 2005 - Thug el hoeb (met Brahim)
- 2005 - De Kelder
- 2005 - Sorry (Kamal)
- 2005 - Erwin Krol diss (met K-Gefaar & Ziyad)
- 2005 - Ga in mijn bed (met Azzedin)
- 2005 - Yes-R diss (Youssef en Kamal met 2Pac en Ziyad)
- 2005 - Ramadan (met Fouad & Brahim)
- 2005 - Suikerfeest (met Fouad & Brahim)
- 2005 - Vroemmm (Kamal met Azzedin)
- 2005 - Hoerenloper (Kamal)
- 2006 - Zwemmel (met Fouad & Brahim)
- 2006 - Geert & Rita diss
- 2006 - Zeb
- 2006 - Schiet ze (met Sayko Mehmet, Mootje, Hamza, Aziz & Tawfik)
- 2006 - Katoenplukker (Negativ diss)
- 2006 - Nektasjez (met Khadija)
- 2006 - Mijn mail
- 2006 - Ik weet het (Negativ diss)
- 2006 - Gelukkig kerstfeest
- 2007 - Speknek (Youssef diss)
- 2007 - Bewust (Raymzter diss)
- 2007 - Jan Jaap van der Wal diss
- 2007 - Vetflappen (Lange Frans en Brutus diss)
- 2007 - De Rechtzaal (Geert Wilders diss deel 2)
- 2007 - Zonnige Eindhoven (met Fouad en Brahim)
- 2007 - Egte Soldaten
- 2007 - Woensel bitch (met Ghaza ft. Fouad & Otter)
- 2008 - New Kids on the Block diss
- 2010 - De Leven
- 2012 - Woensel (met Fresku, Opgeschore, Lange Ritch en Pietju Bell)
- 2020 - Driewieler (prod. Teemong)

### Gastoptredens
| Jaar | Titel                         | Muziekstuk (Album of Single) | afkomstig van album/lp/ep     | Artiest/Groep |
| ---- | ----------------------------- | ---------------------------- | ----------------------------- | ------------- |
| 2007 | Skit van Youssef & Kamal      | mixtape                      | Miccheck Mixtape              | MC Regga      |
| 2008 | Turkse Pizza Outro            | ep                           | Turkse Pizza                  | Murda Turk    |
| 2014 | Dat Doen We Niet Meer (Remix) | single                       | Dat Doen We Niet Meer (Remix) | Murda Turk    |

### Verzamelalbums
| Jaar | Nummer                                                       | Verzamelalbum                     |
| Jaar | Titel                                                        | Verzamelalbum                     |
| ---- | ------------------------------------------------------------ | --------------------------------- |
| 2006 | De Kermis                                                    | Homegrown 2005                    |
| 2008 | Sebbat Life                                                  | Patta Mixtape 2: Popcorn 'n Pussy |
| 2012 | Woensel (met Fresku, Opgeschore, Lange Ritch en Pietju Bell) | New Kids Nitro (soundtrackalbum)  |